# Ligue 1 2002-03
La temporada 2002-2003 de la Ligue 1 fue la 63.ª edición del campeonato de fútbol profesional de primera división francesa, y la primera bajo la nueva denominación de Ligue 1, tras reemplazar oficialmente el nombre anterior de Division 1. Este cambio de nombre formó parte de una estrategia de modernización y reposicionamiento de la liga por parte de la Ligue de Football Professionnel (LFP), orientada a fortalecer la imagen del fútbol francés a nivel nacional e internacional.
Otra de las principales novedades de esta temporada fue la ampliación del número de participantes de 18 a 20 clubes, lo que modificó el formato de competición. Cada equipo disputó un total de 38 encuentros (partidos de ida y vuelta contra cada uno de los demás equipos), en lugar de los 34 que se jugaban en temporadas anteriores.
El Olympique de Lyon se consagró campeón al finalizar en la primera posición de la tabla con 68 puntos, logrando así su segundo título de campeón de Francia. Este triunfo marcó el inicio de una era de dominio del club lionés en el fútbol francés, que posteriormente conseguiría varios campeonatos consecutivos.

## Equipos participantes
| Equipo                                    | Ciudad          | Estadio                   |
| ----------------------------------------- | --------------- | ------------------------- |
| Athletic Club Ajaccien                    | Ajaccio         | Estadio François-Coty     |
| Association de la Jeunesse Auxerroise     | Auxerre         | l'Abbé-Deschamps          |
| Sporting Club Bastiais                    | Bastia          | Stade Bordeaux-Atlantique |
| Football Club des Girondins de Bordeaux   | Burdeos         | Stade Bordeaux-Atlantique |
| Le Havre Athletic Club                    | El Havre        | Stade Océane              |
| Racing Club de Lens                       | Lens            | Bollaert-Delelis          |
| Lille Olympique Sporting Club             | Lille           | Decathlon Arena           |
| En Avant de Guingamp                      | Guingamp        | Stade du Roudourou        |
| Olympique de Lyon                         | Lyon            | Groupama Stadium          |
| Olympique de Marsella                     | Marsella        | Orange Vélodrome          |
| Montpellier Hérault Sport Club            | Montpellier     | Stade Saint-Symphorien    |
| Association Sportive Monaco Football Club | Mónaco          | Luis II                   |
| Football Club de Nantes                   | Nantes          | Estadio de la Beaujoire   |
| Olympique Gymnaste Club de Niza           | Niza            | Allianz Riviera           |
| Football Club Sochaux-Montbéliard         | Sochaux         | Jean-Bouin                |
| Paris Saint-Germain Football Club         | París           | Parque de los Príncipes   |
| Racing Club de Estrasburgo Alsacia        | Estrasburgo     | Stade de la Meinau        |
| Stade Rennes Football Club                | Rennes          | Roazhon Park              |
| CS Sedan-Ardennes                         | Sedán (Ardenas) | Stade Louis-Dugauguez     |
| Espérance Sportive Troyes Aube Champagne  | Troyes          | Stadium de Toulouse       |

## Tabla de posiciones
| Pos. | Equipo                | Pts. | PJ | G  | E  | P  | GF | GC | Dif. | Clasificación o descenso                             |
| ---- | --------------------- | ---- | -- | -- | -- | -- | -- | -- | ---- | ---------------------------------------------------- |
| 1    | Olympique de Lyon (C) | 68   | 38 | 19 | 11 | 8  | 63 | 41 | +22  | Fase de grupos de la Liga de Campeones               |
| 2    | Mónaco                | 67   | 38 | 19 | 10 | 9  | 66 | 33 | +33  | Fase de grupos de la Liga de Campeones               |
| 3    | Olympique de Marsella | 65   | 38 | 19 | 8  | 11 | 41 | 36 | +5   | Tercera ronda clasificatoria de la Liga de Campeones |
| 4    | Girondins de Burdeos  | 64   | 38 | 18 | 10 | 10 | 57 | 36 | +21  | Primera ronda de la Copa de la UEFA                  |
| 5    | Sochaux               | 64   | 38 | 17 | 13 | 8  | 46 | 31 | +15  | Primera ronda de la Copa de la UEFA                  |
| 6    | Auxerre               | 64   | 38 | 18 | 10 | 10 | 38 | 29 | +9   | Primera ronda de la Copa de la UEFA                  |
| 7    | EA Guingamp           | 62   | 38 | 19 | 5  | 14 | 59 | 46 | +13  | Tercera ronda de la Copa Intertoto                   |
| 8    | Lens                  | 58   | 38 | 14 | 16 | 8  | 43 | 31 | +12  | Primera ronda de la Copa de la UEFA                  |
| 9    | Nantes Atlantique     | 56   | 38 | 16 | 8  | 14 | 37 | 39 | −2   | Tercera ronda de la Copa Intertoto                   |
| 10   | Niza                  | 55   | 38 | 13 | 16 | 9  | 39 | 31 | +8   | Segunda ronda de la Copa Intertoto                   |
| 11   | París Saint-Germain   | 53   | 38 | 14 | 11 | 13 | 47 | 36 | +11  |                                                      |
| 12   | Bastia                | 47   | 38 | 12 | 11 | 15 | 40 | 48 | −8   |                                                      |
| 13   | Racing de Estrasburgo | 45   | 38 | 11 | 12 | 15 | 40 | 54 | −14  |                                                      |
| 14   | Lille                 | 42   | 38 | 10 | 12 | 16 | 29 | 44 | −15  |                                                      |
| 15   | Stade Rennes          | 40   | 38 | 10 | 10 | 18 | 35 | 45 | −10  |                                                      |
| 16   | Montpellier           | 40   | 38 | 10 | 10 | 18 | 37 | 54 | −17  |                                                      |
| 17   | Ajaccio               | 39   | 38 | 9  | 12 | 17 | 29 | 49 | −20  |                                                      |
| 18   | Le Havre (D)          | 38   | 38 | 10 | 8  | 20 | 27 | 47 | −20  | Descenso de categoría                                |
| 19   | Sedan Ardennes (D)    | 36   | 38 | 9  | 9  | 20 | 41 | 59 | −18  | Descenso de categoría                                |
| 20   | Troyes (D)            | 31   | 38 | 7  | 10 | 21 | 23 | 48 | −25  | Descenso de categoría                                |

 Fuente: [cita requerida]
Notas:
1. ↑  Lens se clasificó para la primera ronda de la Copa de la UEFA 2003-04 por como premio de parte del ranking de fair play de la UEFA.

|                   |
| Campeón           |
| Olympique de Lyon |
| 2º título         |

## Goleadores

### Máximos goleadores
| Pos. | Jugador              | Equipo               | Goles | Part. | Prom. |
| ---- | -------------------- | -------------------- | ----- | ----- | ----- |
| 1    | Shabani Nonda        | Mónaco               | 26    | 38    | 0.72  |
| 2    | Pauleta              | Girondins de Burdeos | 23    | 31    | 0.74  |
| 3    | Didier Drogba        | EA Guingamp          | 17    | 35    | 0.49  |
| 4    | Djibril Cissé        | Auxerre              | 14    | 36    | 0.39  |
| 5    | Henri Camara         | Sedan                | 14    | 31    | 0.45  |
| 6    | Juninho Pernambucano | Olympique de Lyon    | 13    | 36    | 0.41  |
| 7    | Sonny Anderson       | Olympique de Lyon    | 12    | 35    | 0.34  |
| 8    | Dado Pršo            | Mónaco               | 12    | 35    | 0.34  |
| 9    | Kaba Diawara         | Niza                 | 12    | 30    | 0.4   |
| 10   | Antoine Sibierski    | Lens                 | 12    | 33    | 0.39  |